# Elina Danielian

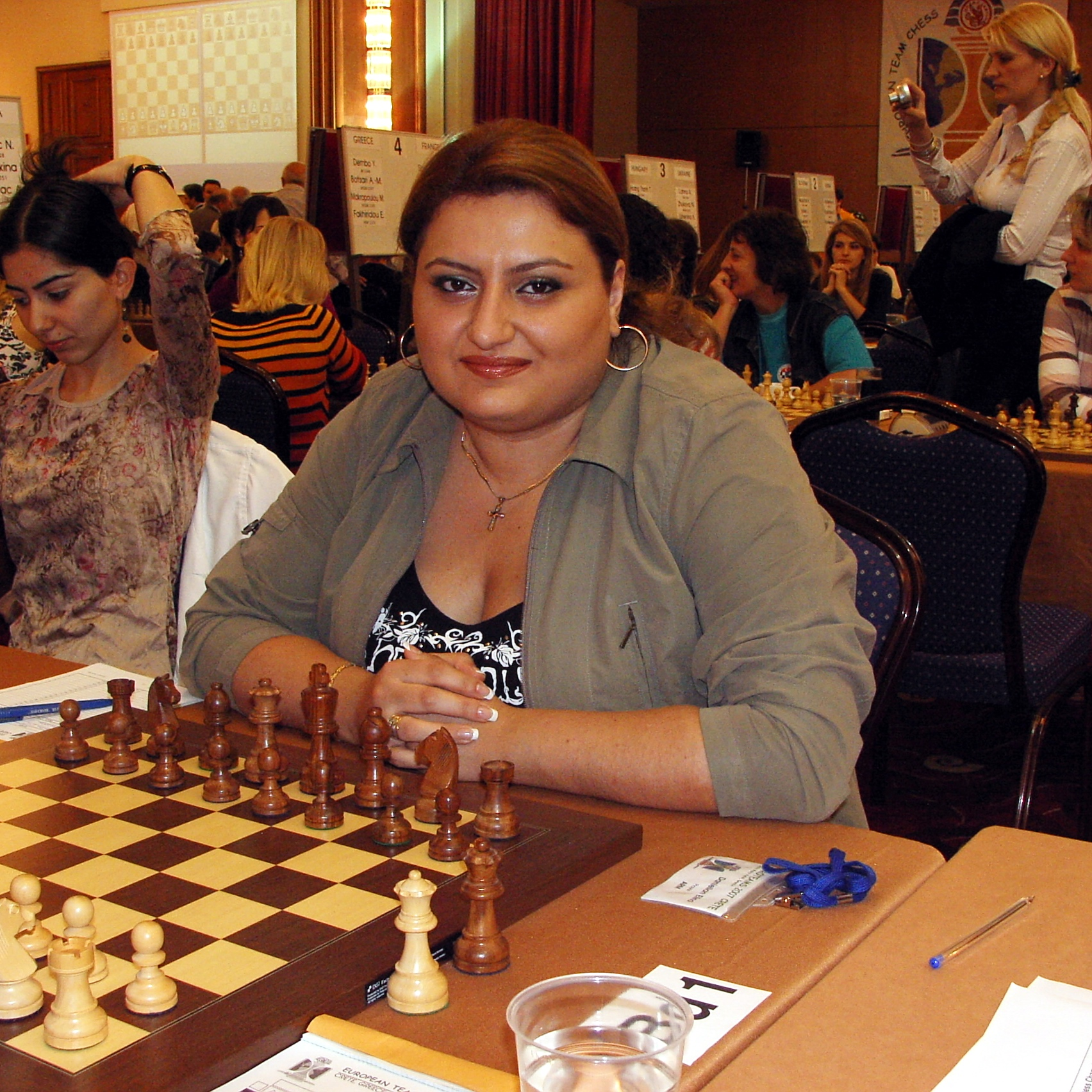
Elina Danielian

Elina Danielian (Armeens: Էլինա Դանիելյան) (Bakoe, 16 augustus 1978) is een Armeense schaakster die in Nederland woont. Ze heeft sinds 1994 de titel grootmeester bij de vrouwen (WGM), sinds 2003 is ze internationaal meester bij de mannen (IM) en sinds 2010 is ze grootmeester (GM). 
Ze is zes keer Armeens kampioene bij de vrouwen geweest.
- Tien keer is ze voor Armenië uitgekomen tijdens de Schaakolympiades voor vrouwen (1992 - 2010).[4]
- In 1992 won ze in Duisburg (Duitsland) het Wereldkampioenschap schaken voor junioren in de categorie meisjes tot 14 jaar.[2]
- In 1993 werd ze wederom wereldkampioen, deze keer in categorie meisjes tot 16 jaar, in Bratislava (Slowakije). In hetzelfde jaar werd ze derde in het Europees schaakkampioenschap voor junioren in de categorie tot 20 jaar.[2]
- Tijdens het vijfde Europees schaakkampioenschap voor landenteams in Plovdiv, 2003, speelde ze in het Armeense vrouwenteam, dat eindigde als eerste.[5]
- Van 29 april t/m 12 mei 2005 werd in Jerevan het kampioenschap van Armenië gespeeld waarin Elina Danielian met 7,5 punt uit elf ronden tweede werd.
- In 2007, op Kreta (Griekenland) eindigde ze met het Armeense team als derde op het Europees schaakkampioenschap voor landenteams.
- In maart 2011 eindigde ze op een gedeelde eerste plaats in het FIDE Grand Prix toernooi voor vrouwen (2009 - 2011), in Doha, Qatar.[6][7]
- In 2011 eindigde ze met 8 pt. uit 11 partijen als derde bij de vrouwen in het Europees kampioenschap schaken in Tbilisi.[8]

Sinds 2008 is ze getrouwd met Alexander van Pelt.